# ATP Challenger Bad Waltersdorf
Das ATP Challenger Bad Waltersdorf (offizieller Name: LAYJET Open) ist ein seit 2023 stattfindendes Tennisturnier in Bad Waltersdorf, Österreich. Es ist Teil der ATP Challenger Tour und wird im Freien auf Sand ausgetragen.

## Liste der Sieger

### Einzel
| Jahr | Sieger            | Finalgegner         | Ergebnis              |
| ---- | ----------------- | ------------------- | --------------------- |
| 2025 |                   |                     | Austragung ab 15.9.25 |
| 2024 | Jaume Munar       | Thiago Seyboth Wild | 6:2, 6:1              |
| 2023 | Andrea Pellegrino | Dennis Novak        | 1:6, 7:65, 6:3        |

### Doppel
| Jahr | Sieger                             | Finalgegner                        | Ergebnis              |
| ---- | ---------------------------------- | ---------------------------------- | --------------------- |
| 2025 |                                    |                                    | Austragung ab 15.9.25 |
| 2024 | Petr Nouza Patrik Rikl             | Guido Andreozzi N. Sriram Balaji   | 6:4, 4:6, [10:5]      |
| 2023 | Constantin Frantzen Hendrik Jebens | Marco Bortolotti Francesco Passaro | 6:1, 6:2              |